# Isla Fourchue
Isla Fourchue (en francés: Île Fourchue; también conocida como Île Fourche) es una isla entre San Bartolomé y San Martín, perteneciente a la colectividad territorial francesa de San Bartolomé en las Pequeñas Antillas. Los únicos habitantes son algunas cabras. El punto más alto alcanza los 103 metros sobre el nivel del mar.